# Koyeti
Koyeti, danas izumrlo pleme iz južne grupe Chauchila Yokutsa (Southern Valley Yokuts) koje je u 19. stoljeću obitavalo na donjem Tule Riveru blizu Portervillea u Kaliforniji (porodica Mariposan). Njihovo selo Chokowisho nalazilo se na mjestu današnjeg Portervillea. Godine 1852. spominju se kao prijateljsko pleme s Paint (White) Creeka. Sakupljanje i kopanje korijenja, lov (na jelene) i ribolov bijahu im zacijelo izvor opstanka.
Stariji nazivi za njih su: Co-ye-te, Co-ye-tie, Ko-ya-ta, Ko-ya-te i Ko-ya-tes.